# Corcuera
Corcuera è una municipalità di quinta classe delle Filippine, situata nella Provincia di Romblon, nella regione di Mimaropa.
Corcuera è formata da 15 baranggay:
- Alegria
- Ambulong
- Colongcolong
- Gobon
- Guintiguiban
- Ilijan
- Labnig
- Mabini
- Mahaba
- Mangansag
- Poblacion
- San Agustin
- San Roque
- San Vicente
- Tacasan